# Unzial 052
Der Codex Athos Panteleimon, auch als Unzial 052 bekannt (in der Nummerierung von Gregory-Aland), ist eine griechische Unzialhandschrift des Neuen Testaments. Mittels Paläographie wurde es auf das 10. Jahrhundert dateriert. Der Kodex enthält den unvollständigen Text der Offenbarung des Johannes (7,16–8,12) zusammen mit einem Kommentar von Andreas (siehe auch Unzial 051) auf 4 Pergamentblättern (29,5 × 23 cm). Er wurde in zwei Spalten pro Seite mit je 27 Zeilen geschrieben.
Der Kodex befindet sich am Berg Athos in der Bibliothek des Klosters Panteleimon (cod. 99,2). 
Der griechische Text des Kodex repräsentiert den Byzantinischen Texttyp. Aland ordnete ihn in Kategorie V ein.